# Nicholas of Lynne
Nicholas of Lynne, auch latinisiert Nicolas de Linna, (* um 1330 vermutlich in Norfolk; † nach 1386) war ein Karmeliter und Astronom.

## Leben
Nicholas of Lynne wurde gemäß John Bale, einem Historiker des 16. Jahrhunderts, ein Karmeliter und studierte in Oxford. 1386 veröffentlichte er im Auftrag von John of Gaunt ein „Kalendarium“ mit astronomischen Tabellen bis ins Jahr 1462.
Bekannt wurde er später durch sein Werk Inventio Fortunata, in dem er den mythischen Magnetberg beschreibt.